# Neuendorf (Bavière)
Pour les articles homonymes, voir Neuendorf.
Neuendorf est une commune de Bavière (Allemagne), située dans l'arrondissement de Main-Spessart, dans le district de Basse-Franconie.